# 헌법재판소 정보화심의위원회
헌법재판소 정보화심의위원회는 헌법재판소 정보화업무의 체계적인 추진 및 정보시스템의 효율적 운영에 관한 중요사항을 심의하기 위하여 설치된 대한민국 헌법재판소 소속 위원회이다.

## 설치 근거
- 헌법재판소법 제17조 제9항
  - 헌법재판소 사무기구에 관한 규칙 제10조 제8항 제7호
  - 헌법재판소 정보화심의위원회 규칙(이하 '규칙')

## 구성
- 규칙 제3조 제1항에 따라, 위원회는 위원장 1명을 포함하며 총 20명 이내의 위원으로 구성한다.
- 규칙 제3조 제2항 전단에 따라 위원장은 헌법재판소 사무처장이 된다.
- 규칙 제3조 제2항 후단에 따라 위원은 다음과 같은 자격을 가진 자 중에서 헌법재판소 사무차장이 위촉 또는 임명한다. 위촉된 위원의 임기는 2년으로 하되, 연임할 수 있다. 
  - 헌법연구관, 헌법연구관보 또는 헌법연구원
  - 헌법재판소 4급 이상 일반직 공무원
  - 공인된 대학의 법률학 또는 정보기술 관련학 조교수 이상의 직에 있는 사람
  - 헌법재판소 정보화 추진에 필요한 업무 분야별 전문가

## 같이 보기
- 대한민국 헌법재판소